# Suchań
Suchań là một thị trấn thuộc huyện Stargardzki, tỉnh Zachodniopomorskie ở tây-bắc Ba Lan. Thị trấn có diện tích 4 km². Đến ngày 1 tháng 1 năm 2011, dân số của thị trấn là 1436 người và mật độ 402 người/km².